# 圆锥木姜子
圆锥木姜子（学名：Litsea liyuyingii），为樟科木姜子属下的一个种。